# Убей его!
«Убе́й его́!» («Если дорог тебе твой дом…») — стихотворение Константина Симонова, написанное во время Великой Отечественной войны в июле 1942 года и опубликованное в газете «Красная звезда» 18 июля 1942 года — на следующий день после начала Сталинградской битвы. Стихотворение Симонова и написанная чуть позже публицистическая статья Ильи Эренбурга «Убей!» легли в основу советского лозунга «Убей немца!» времён Великой Отечественной войны.

## История
По собственному признанию, Константин Симонов написал стихотворение «Убей его!» за один день летом 1942 года, находясь на фронте — на Волге, «к которой подходили немцы».
Главный редактор газеты «Красная звезда» Давид Ортенберг так описывал появление стихотворения в редакции:

Мы ждали материалы от Симонова. Вот, наконец, доставили пакет. На конверте надпись: «Д. И. Ортенбергу. Лично. Срочно. От Симонова. Аллюр…», а за этим словом Симонов нарисовал, как это было принято в кавалерии для обозначения сверхсрочности, три креста! Раскрыл пакет, а там оказался не очерк — стихи «Убей его!». Не буду объяснять, как нужен был этот прямой публицистический призыв в тяжёлые дни нашего отступления.

18 июля 1942 года стихотворение впервые было опубликовано в газете «Красная звезда», на следующий день 19 июля было перепечатано газетой «Комсомольская правда», 20 июля появилось в «Окнах ТАСС». После этого его в течение войны несчётное количество раз читали по радио и сбрасывали с самолётов напечатанным на листовках.
После окончания войны Симонов отказался от названия «Убей его!» и при многочисленных републикациях стихотворения называл его по первой строке — «Если дорог тебе твой дом…» Давиду Ортенбергу он объяснял это следующим образом:

Тогда, в войну, кто бы ни прочитал заголовок, сразу понимал, что надо убивать гитлеровцев. А ныне такое название поставило бы читателя в недоумение: кого, мол, надо убивать? Пришлось бы ему прочитать стихотворение, а не у каждого бывает на это охота…

## Мнения
Литературовед Владислав Шошин ставил стихотворение «Убей его!» в один ряд с другими стихотворениями Симонова первых военных лет («Ты помнишь, Алёша, дороги Смоленщины…», «Родина», «Майор привёз мальчишку на лафете…», «Я не помню, сутки или десять…», «Атака» и так далее), которые, по его мнению, продолжают лучшие традиции русской классической поэзии. При этом Шошин считал «Убей его!» наиболее ярким стихотворением Симонова этого периода.
Первый публикатор стихотворения, газетный редактор Давид Ортенберг называл «Убей его!» «прямым публицистическим призывом в тяжёлые дни нашего отступления».

## Участие стихотворения в военной пропаганде
Писатель Михаил Алексеев:

Мне, политруку миномётной роты, в самые тяжёлые дни Сталинградской битвы не нужно было без конца заклинать своих бойцов: «Ни шагу назад!» Мне достаточно было прочесть стихотворение Симонова «Убей его!» — стихотворение, появившееся как раз в ту пору. Свидетельствую: оно потрясло наши солдатские души.

Поэт Михаил Львов:

В 1944 году, на Сандомирском плацдарме, за Вислой, говорил мне мой друг-танкист о стихотворении Симонова «Убей его!»: «Я бы присвоил этому стихотворению звание Героя Советского Союза. Оно убило гитлеровцев больше, чем самый прославленный снайпер…»